# Ellen Beach Yaw
Pour les articles homonymes, voir Beach.
Ellen Beach Yaw  (14 septembre 1869-9 septembre 1947) est une soprano colorature américaine, bien connue pour sa carrière de chanteuse de concert et sa gamme vocale extraordinaire, et pour la création du rôle-titre de The Rose of Persia d'Arthur Sullivan (1899).

## Jeunesse et formation
Yaw est née dans la petite ville de Boston, près de Buffalo, fille cadette d'Ambrose Spencer Yaw, fabricant de cloches pour vaches et moutons, et de Mary Jane Beach, son père meurt quand elle a 9 ans. Sa famille déménage à Los Angeles lorsqu'elle est très jeune, la famille est très pauvre. Yaw commence à chanter et à composer des chansons encore enfant. Elle étudie le chant, d'abord avec sa mère ; puis, avec Mme Torpadie, la femme du ténor Theodor Björksten (sv) ; et puis avec Ernesto delle Salle; Yaw, enfant, chante dans des concerts,  dans les années 1880,  pour payer ses cours de chant. Puis suivent des tournées dans le sud des États-Unis, en Californie, Angleterre, Suisse et Allemagne, à son retour en Amérique, elle donne un concert à Carnegie Hall en 1896,. Yaw obtient assez d'argent par le biais de ces concerts pour étudier à Paris avec Mathilde Marchesi et, plus tard, coachée par Alberto Randegger. Elle chante également plusieurs rôles d'opéra à la fin des années 1890, y compris Ophélie dans Hamlet d'Ambroise Thomas à Nice en 1897.

## Voix
Elle devient connue pour son extraordinaire gamme vocale et peut produire des notes exceptionnellement élevées. Elle peut atteindre facilement le sol suraigu selon Le Monde artiste du 11 novembre 1894. Connue comme « Lark Ellen (Ellen l'Alouette) » ou « The California Nightingale (Le Rossignol de  Californie) », elle serait la seule soprano connue de son époque qui peut chanter et soutenir le contre-contre-ré (ré 6). Elle est également en mesure de faire des trilles en tierces majeures ou cinquièmes, trilles qui impliquent généralement l'alternance rapide des notes sur un intervalle d'un ou deux demi-tons. Selon d'autres sources, elle atteint le do altissimo (ut6), une octave au-dessus du do alto, comme Lucrezia Agujari, Mado Robin, Erna Sack et Yma Sumac.

## The Rose of Persia
En 1898 et 1899, Yaw chante dans des concerts privés à Londres, et durant l'un d'eux, à la maison de Mme Fanny Ronalds (en), Sir Arthur Sullivan l'entend et s'arrange pour qu'elle soit choisie comme la sultane Zubedyah pour son opéra-comique The Rose of Persia (en), première représentation le 29 novembre 1899, au Théâtre Savoy à Londres. Sullivan écrit une cadence spéciale, pour sa chanson Neath My Lattice, tellement élevée qu'elle seule peut la chanter. Yaw éprouve de la difficulté dans le rôle lors des deux premières soirées, bien que les critiques soient mitigées, à la fois François Cellier (en), le directeur de la musique, et Helen Carte (en), l'intendante, plaident pour son remplacement. Sullivan écrit dans son journal, le 2 décembre 1899, « j'ai dit [à Cellier] j'ai peur [que Yaw] ne s'améliore pas, qu'elle ne l'avait pas en elle », mais a noté : « Je ne vois pas très bien ce qu'il en est. Mlle Yaw n'empêche pas les gens de sortir du théâtre comme le supposent Cellier et Cartes. »
Le 10 décembre, toutefois, il a écrit dans son journal que Yaw s'était : « améliorée rapidement » et « a chanté la chanson vraiment superbement : génial. J'ai donc écrit à nouveau à Mme Carte en disant que je pensais que si on laisse Miss Yaw s'en aller ce serait une erreur ». Il était trop tard, le lendemain Yaw s'est arrêtée à l'appartement de Sullivan pour lui dire qu'elle avait été rejetée sommairement par Mme Carte, soi-disant pour cause de maladie. Elle a été remplacée dans le rôle par Isabel Jay (en).

## Opéra et concerts
Par la suite, Yaw apparaît dans des grands opéras, à Monte-Carlo, y compris dans le rôle d'Ophélie dans Hamlet d'Ambroise Thomas en 1902, son rôle favori ; à Rome, où elle chante le rôle-titre de Lucia di Lammermoor en 1905 sous le nom de Elena Elvanna au théâtre du Quirinal, elle est la première chanteuse américaine à réussir des débuts à l'opéra de Rome, Naples en Catalogne et Milan. Yaw chante le rôle de Gilda dans Rigoletto à Londres en 1905 et donne une unique représentation de Lucia di Lammermoor à New York au Metropolitan Opera, le 21 mars 1908, à la suite de quoi elle est décrite par le manager du Met comme « la plus grande soprano colorature du monde ». Elle chante au total environ 18 rôles à l'opéra. Toutefois, elle se consacre principalement aux concerts, avec lesquels elle fait une fructueuse carrière, chantant pour de nombreuses têtes couronnées en Europe et pour le président des États-Unis, William McKinley. À Paris, en avril 1902, elle chante l'hymne américain au cours d'une représentation à bénéfice à l'Opéra-Comique pour recueillir des fonds destinés à élever un monument au président assassiné. En 1904, le Los Angeles Daily Times écrit, « La voix de soprano de Miss Yaw est haute de légèreté et de pureté cristalline et d'une gamme si extrême en altitude que ... c'était la merveille du continent européen »

## Enregistrements
Yaw est demandée après ses premiers enregistrements effectués en mai 1899. Elle fait de nombreux enregistrements pour la Victor Talking Machine Company. Pour afficher sa voix avantageusement, elle enregistre plusieurs de ses chansons, notamment The Skylark (L'Alouette), The Cuckoo (Le Coucou) et The Firefly (La Luciole). Des dépêches de Paris en 1902, rapportent que le Shah de Perse a engagé Yaw pour chanter son répertoire dans son phonographe. Quelques-uns de ses enregistrements sont encore disponibles. Certains de ses rares enregistrements chez KeenoPhone et des inédits de chez Edison et de chez Victor sont conservés sur un enregistrement selon son élève, le ténor Antonio Altamirano. Thomas Edison, l'inventeur du phonographe, enregistre sa voix pour des expériences lors d'une visite à son laboratoire d'Orange, New Jersey. Elle chante des chansons de toute sa gamme dans plusieurs machines. Par la suite, Edison a dit de sa voix, « Je ne vois aucun défaut de quelque sorte que ce soit dans cette voix. Doux sur les notes basses et moelleux. Les meilleurs sons pour le disque. »
Elle fait partie de l'une des plus grandes compilation de chants classiques, The EMI Record of Singing où elle apparaît dans le Volume I - Melba et les enfants Marchesi.

## Plus tard

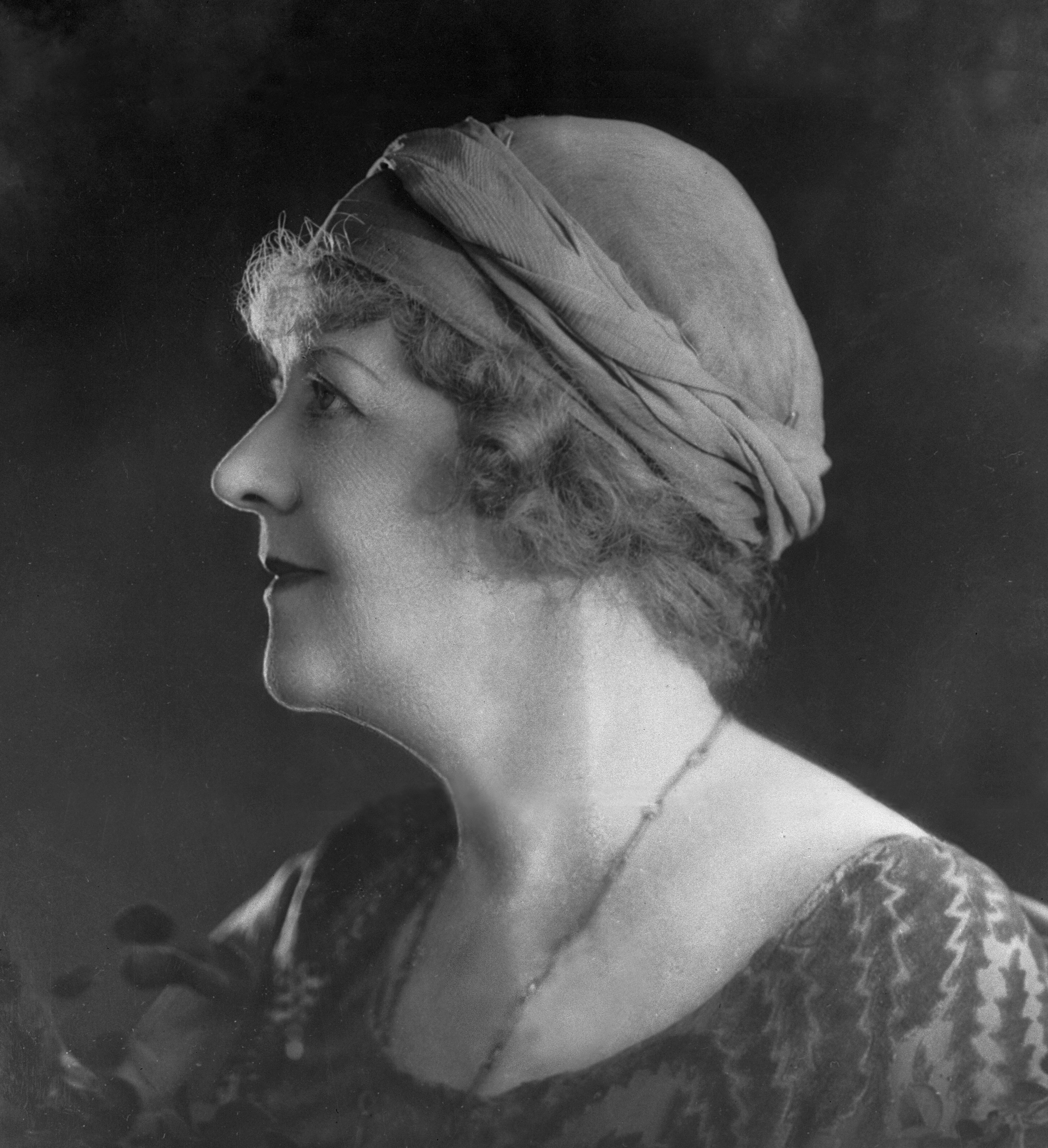
Ellen Beach Yaw en 1936.

Elle épouse Devere Goldwaithe, puis Franklin Delaney Cannon (1882-1953) en secondes noces, le 22 août 1920. Le mariage se termine par un divorce en 1935.
Yaw réside à Covina, en Californie, durant les trente dernières années de sa vie. Elle enseigne le chant, et donne des concerts, en poursuivant ses tournées en Europe jusqu'au début de la Première Guerre mondiale et en Amérique du Nord jusqu'à environ 1931, et se consacre à des œuvres de bienfaisance, souvent ses concerts sont une aide pour ces organismes de bienfaisance. Selon son élève, Antonio Altimirano, elle chante la sorcière dans Hänsel und Gretel, dans ses dernières années. Elle crée la « Lark Ellen League »  pour donner des concerts dans les hôpitaux, les foyers et les prisons ; et la « Lark Ellen School for Boys », au début de sa carrière, dans les années 1890, plus tard repris par le Lions Clubs. Yaw est commémorée à Covina par la « Lark Ellen Elementary School » et la « Lark Ellen Avenue », l'une des principales artères entre Covina et West Covina,.
Elle aurait écrit ses mémoires  The Song of the Lark, M. Altimirano a signalé qu'elles ont été finies en 1983, mais elles n'ont jamais été publiés. Altimirano est mort en 1986, et les mémoires n'ont pas été retrouvées.
Yaw est morte à Covina, peu avant son 78e anniversaire.